# 醜眶鋸雀鯛
醜眶鋸雀鯛（學名：Stegastes redemptus），又稱醜高身雀鯛，被IUCN列為易危保育類動物，為輻鰭魚綱雀鯛科眶鋸雀鯛屬下的一個種，分布於中太平洋東部墨西哥下加利福尼亞州聖盧卡斯和雷維拉吉赫多群島海域，深度1至15公尺，本魚體呈橢圓形而側扁，吻短而鈍圓。口中型，具頜齒，小而呈圓錐狀，眶下骨裸出，下緣具鋸齒，前鰓蓋骨後緣具鋸齒，下鰓蓋骨後緣無鋸齒，體被櫛鱗，幼魚體為黃色，魚鱗具黑色邊形成網狀紋，背鰭軟條部有一黑色眼狀斑，成魚體色為褐色、橘色至灰紫色，尾柄及臀鰭及背鰭軟條部淡藍色或淡紫色，尾鰭、臀鰭和背鰭軟條部邊緣為黃色，背鰭硬棘12枚、背鰭軟條14-15枚、臀鰭硬棘2枚、臀鰭軟條13枚，體長可達12公分，棲息在近海岩礁區，屬雜食性，以藻類和小型無脊椎動物為食，具有領域性，繁殖期時成對出現，雄魚會守護卵直到孵化，生活習性不明。